# Paul Kreibich
Paul Kreibich (* 24. Mai 1955 in Los Angeles) ist ein amerikanischer Jazzmusiker (Schlagzeug, Komposition).

## Leben und Wirken
Kreibich, der in Costa Mesa aufwuchs, begann früh mit dem Trommeln. Im Alter von neun Jahren begann er in der Schulband zu spielen. Mit zwölf Jahren erhielt er Privatunterricht bei Bob Wrate, spielte als Drum Major an der Costa Mesa High School und trat in einem örtlichen Club auf. Dann studierte er am Berklee College of Music in Boston und am Orange Coast College bei Forrest Clark.
Kreibich gehörte zunächst zum Quintett des Tenorsaxophonisten Vince Wallace und tourte 1979 international mit Carmen McRae. Nach einer weiteren Ausbildung bei Fred Gruber und am LA City College (1981) arbeitete er für sechs Monate mit amerikanischen und japanischen Musikern in Osaka und Kyoto. Dann spielte er vier Jahre lang in der Band von Ray Charles.
Von Los Angeles aus arbeitete Kreibich mit Musikern wie Mose Allison, Red Rodney, Woody Herman, Anita O’Day, Scott Hamilton, Joe Pass, Charles Brown, Rosemary Clooney oder Lee Konitz. 1995 wurde er Mitglied des Quartetts von Gene Harris, mit dem er bis zum Jahr 2000 auf Tournee ging und Aufnahmen machte (Alley Kids). Sein erstes Album als Leader und Komponist, Lonesome Tree (2000), spielte er im gemeinsamen Quartett mit der Pianistin Karen Hammack ein. Seine zweite CD als Leader, The Jazz Coop - Spiral Stairway (2002), entstand mit dem Quintett, das er gemeinsam mit dem Tenorsaxophonisten Brian Mitchell leitete. 2018 folgte Thank You Elvin als Live-Album mit seinem Quartet. Weiterhin nahm er Alben mit Bill Perkins, Dianne Reeves, Bob Cooper/Conte Candoli, Charlie Shoemake, Herb Geller, Cedar Walton, Jon Hendricks, James Moody, Kenny Burrell, Sandy Patton/Joe Haider, Arne Domnérus, Gerald Wiggins, Phil Woods, Andy Simpkins, Terry Gibbs, Hod O’Brien, Claude Williamson, Frank Strazzeri und Markus Burger auf.
Daneben lehrte Kreibich an der Musikfakultät der California State University, Fullerton.